# Navarino (wyspa)
Navarino – wyspa należąca do Chile. Położona pomiędzy Ziemią Ognistą na północy, a Przylądkiem Horn na południu. Administracyjnie podlega pod region Magallanes, prowincję Antarktyka Chilijska, gminę Cabo de Hornos. Zamieszkana przez około 3000 osób, skupionych się głównie w osadzie Puerto Williams (około 2000 mieszkańców). Najwyższym szczytem jest Pico Navarino (1195 m). W przeszłości wyspę zamieszkiwali Indianie ze szczepu Yagán. Później powstał tu angielski punkt misyjny.
Średnia temperatur w najcieplejszym miesiącu wynosi 9,6 °C, a w najzimniejszym 1,9 °C. Średnia roczna opadów sięga 467 mm (na południowym wybrzeżu jest wyższa – ok. 800 mm). Wyspę porastają lasy (drzewa z rodzajów Nothofagus pumilio, Nothofagus antarctica oraz Coihue), w rejonach o bardziej skąpych opadach przeważają krzewiaste zarośla. Wyspa posiada połączenie lotnicze z Punta Arenas oraz promowe poprzez Cieśninę Magellana.

## Miejscowości na wyspie
- Puerto Bevan
- Puerto Williams
- Puerto Navarino
- Caleta Eugenia
- Puerto Toro
- Villa Ukika